# Syscenus moana
Syscenus moana là một loài chân đều trong họ Aegidae. Loài này được Bruce miêu tả khoa học năm 2005.